# Cinnamomum dominii
Cinnamomum dominii là loài thực vật có hoa trong họ Nguyệt quế. Loài này được (H.Lév.) C.F.Ji mô tả khoa học đầu tiên năm 2001.